# SS Nomadic
Az SS Nomadic a White Star Line hajótársaság által üzemeltetett, 1910-ben épült segédhajó, melyet a két Olympic osztályú óceánjárónak építettek testvérhajójával, a Traffickal együtt. Feladatuk az volt, hogy az óriáshajók utasait a hajóhoz szállítsák, mivel azok túlságosan nagyok voltak ahhoz, hogy Cherbourg kikötőjét használhassák. Ez a White Star jelenleg egyetlen létező hajója.

## Építése
A Nomadic gerincét a Harland és Wolff hajógyárban 1910-ben fektették le. Az Olympic és a Titanic mellett épült. 1911. április 25-én került vízre, és május 27-én állhatott szolgálatba. 
Az utastér egy alsó és felső fedélzetből, valamint több nyitott fedélzeti területből állt. A hajót első és másodosztályú utasterekre osztották, a hajó elülső területeit csak első osztályú utasai használhatták.
Belülről a Nomadic hasonló színvonalú volt, mint az Olympic és a Titanic. Belsejében volt társalgó, étkező, valamint mosdók.

## Pályafutása
A Nomadic 1911. június 3-án érkezett meg Cherbourgba, ahol szolgálatba állt. 1912. április 10-én 274 utast szállított a kikötőbe befutó Titanichoz. A hajó számos híres utasát is a Nomadic vitte oda, többek között John Jacob Astor milliomost, és feleségét Madeleine-t, Lucy Duff-Gordon divattervezőt, Archibald Butt ezredest, Margaret Brown milliomosnőt és Benjamin Guggenheim bányamágnást. 
Az első világháború idején a Nomadicot a francia kormánynak adták el, és járőrhajóként dolgozott. Az amerikai csapatokat Brest kikötőjébe szállította. A háború után visszatért a civil szolgálathoz, de 1927-ben a White Star Line eladta, és ezután a Compagnie Cherbourgeoise de Transbordement tulajdonában teljesített szolgálatot. A White Star Line és a Cunard Line 1934-es egyesülését követően is Cherbourg-ban maradt.
A második világháború idején is dolgozott: 1940. június 18-án részt vett Cherbourg evakuálásában. Ezt követően a királyi haditengerészet portsmouthi kikötőjébe küldték, katonai hajóként működött a háború hátralevő részében.
A háború idején a cherbourg-i kikötő súlyosan megsérült, így a nagy óceánjáró hajók már nem tudtak ott kikötni. A Nomadicot megmentették, és továbbra is segédhajóként üzemelt olyan hajóknál is, mint a Queen Mary, a Queen Elizabeth és a Normandie. Végül 1969-ben kivonták a forgalomból.
A Nomadic öt évig kihasználatlanul állt, de később egy magánszemély, Yvon Vincent vásárolta meg, megmentve az ócskavassorstól. Étteremmé alakították át, és 1974 októberében Párizsban, a Szajnán helyezték el. 
A Nomadic pár másodperc erejéig feltűnik James Cameron 1997-es Titanic című filmjében, a 28:20. percnél. Ezt Cherbourg-ban vették fel.

### Felújítása
2006. január 26-án Észak-Írország kormányának szociális osztálya megvásárolta a hajót egy aukción 250 001 euróért. Az SS Nomadic 2006. július 18-án érkezett meg Belfastba, ahol elkezdték a felújítást. A hajót a szociális miniszter, David Hanson és a polgármester-helyettes üdvözölte.
A hajó 2012-re teljesen elkészült, és most múzeumként üzemel.

## Galéria

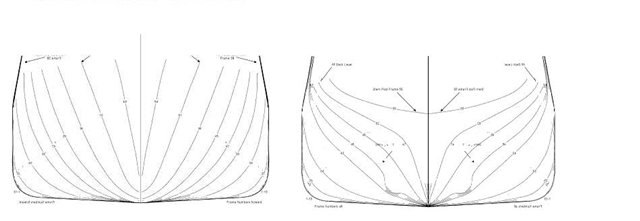
A Nomadic alaprajza
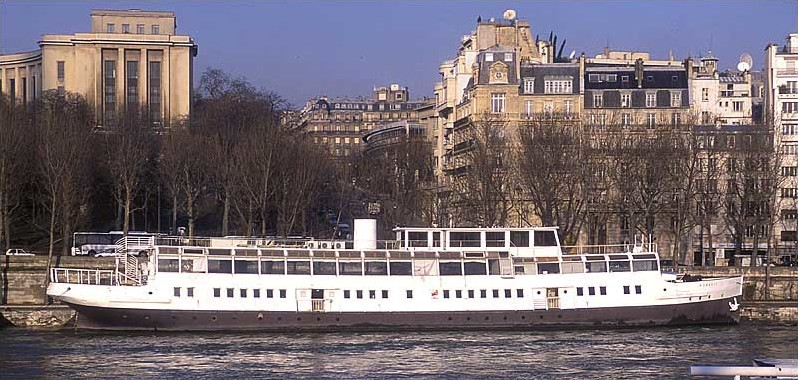
A Nomadic a Szajnán, 2000-ben
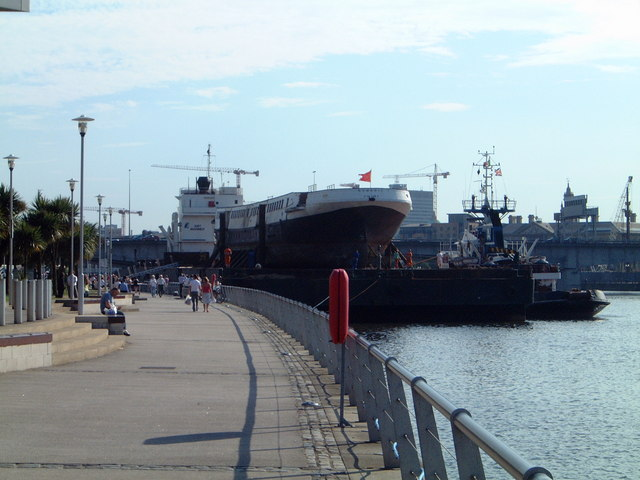
Megérkezés Belfastba
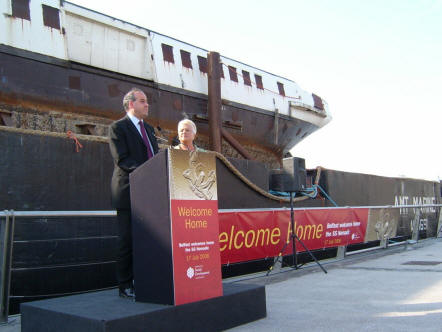
A Nomadic fogadása
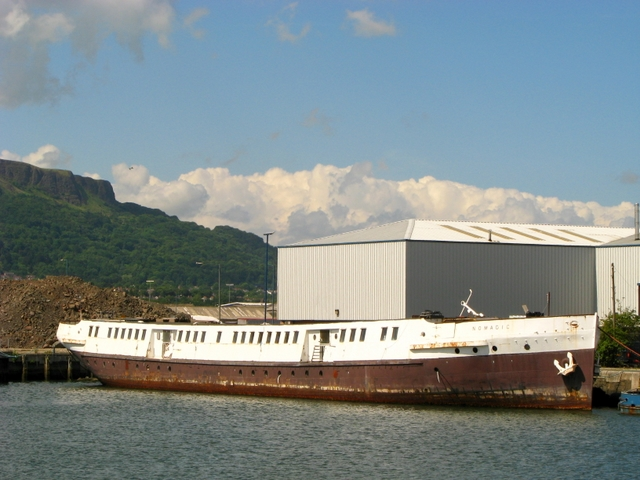
Belfastban, a felújítás előtt
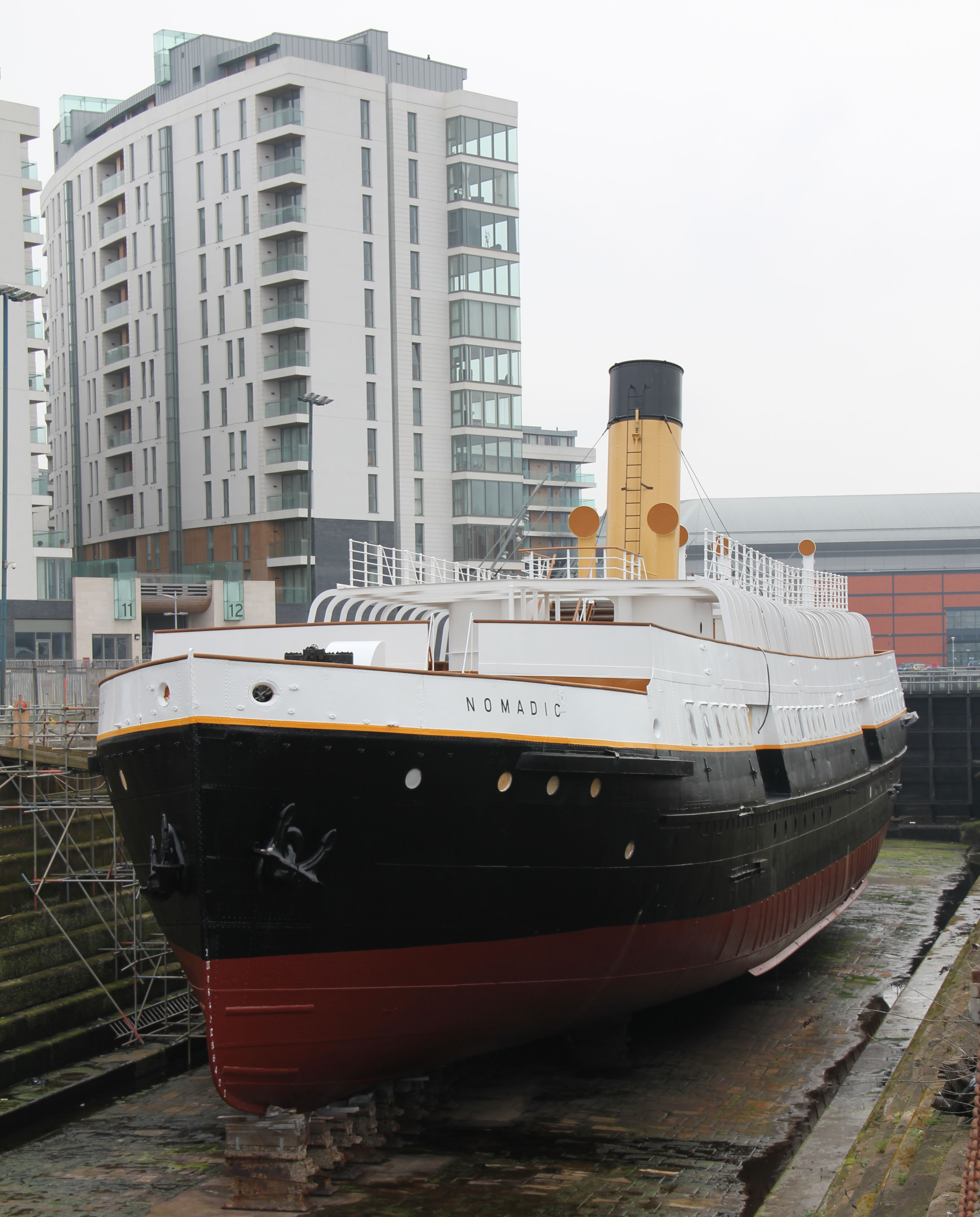
Felújítás közben
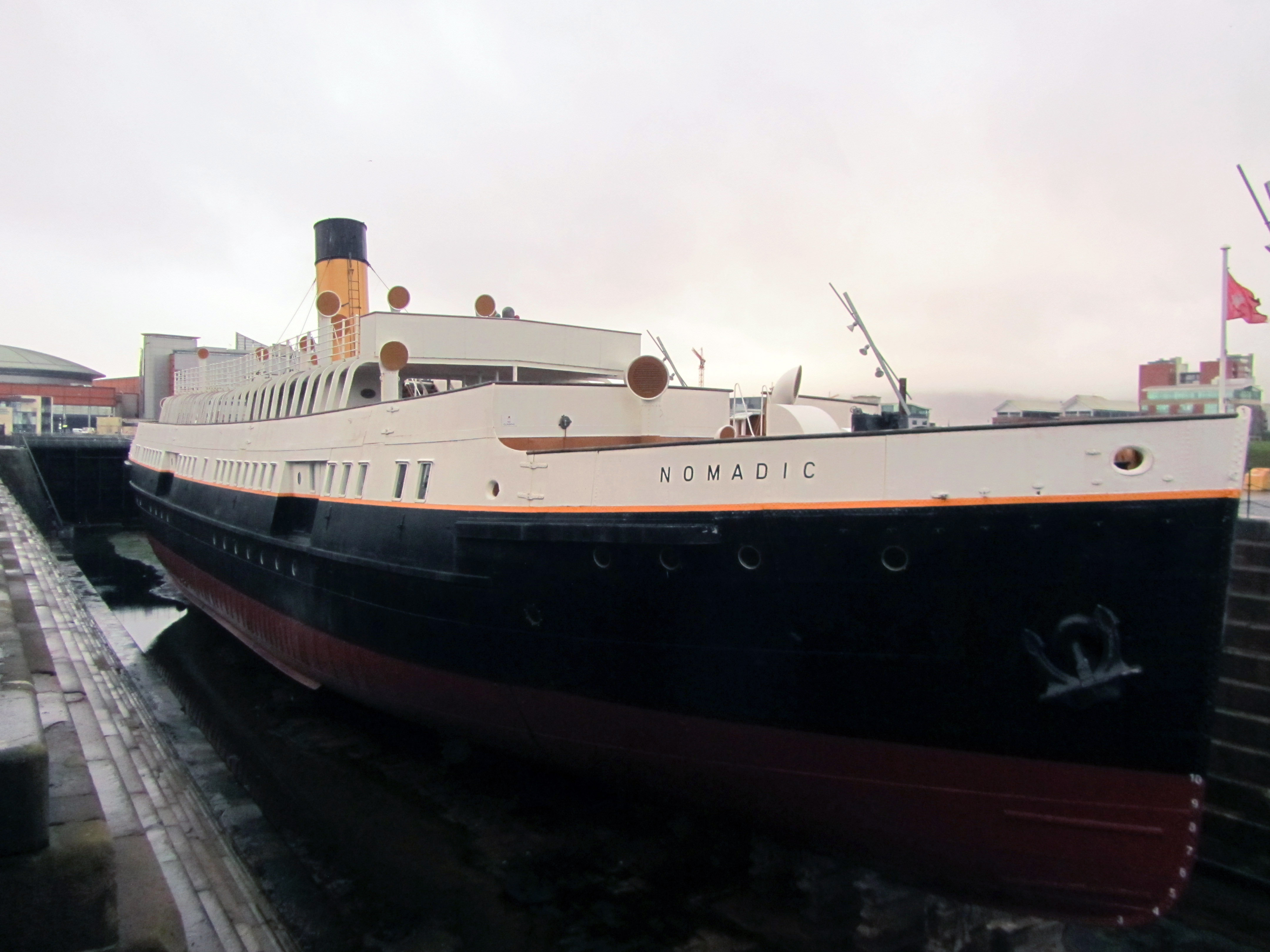
Az elkészült Nomadic 2016-ban, múzeumhajóként

## Fordítás
Ez a szócikk részben vagy egészben  a   SS Nomadic (1911) című angol Wikipédia-szócikk ezen változatának fordításán alapul.  Az eredeti cikk szerkesztőit annak laptörténete sorolja fel. Ez a jelzés csupán a megfogalmazás eredetét és a szerzői jogokat jelzi, nem szolgál a cikkben szereplő információk forrásmegjelöléseként.